# Индия Найт
Индия Найт (на английски: India Knight) е британска писателка, авторка на бестселъри в жанра чиклит.

## Биография и творчество
Индия Найт, с рожд. име Индия Артсенс, е родена на 14 декември 1965 г. в Брюксел, Белгия, в семейството на Мишел Артсенс и Сабиха Румани Малик. При брака им Сабиха е била 17-годишна, а Мишел Артсенс с 20 години по-възрастен от нея. Скоро след раждането на Индия двамата се разделят, като Сабиха продължава да учи в Брюксел, а после да работи като преводач. Официално родителите на Индия се развеждат през 1975 г. и Сабиха се омъжва за Андрю Найт, редактор на седмичника „Икономист“. Двамата се преместват да живеят в Лондон, а Индия приема фамилията на втория си баща, когато е на 13 години. Има две сестри от втория брак на майка си. След 17 години брак майка ѝ се развежда отново и се омъжва през 1991 г. за архитекта Норман Фостър, с когото живее до 1995 г. Отражението на промените в семейството си писателката отразява в полу-автобиографичния си роман „Comfort and Joy“.
Индия Найт учи Тринити Колидж, Кеймбридж в периода 1984 – 1987 г. и завършва с бакалавърска степен по съвременни езици. След дипломирането си започва кариера в областта на журналистиката.
Индия Найт се омъжва за Джеръми Лангмийд, редактор на списание „Уолпейпър“ и списание „Ескуайър“. Имат двама сина. Развеждат се, но остават добри приятели. Тя живее с приятеля си Андрю О'Хейгън, писател и кинокритик, с когото имат дъщеря – Нел.
Първият роман на писателката „My Life on a Plate“ в жанр чиклит е публикуван през 2000 г. Той получава одобрението на читателите и критиката и става бестселър. Вторият ѝ роман „Още си секси парче“ също е бестселър. През 2004 г. издава първата си документална книга „The Shops“, която е посветена на неустоимото желание за пазаруване.
Произведенията на писателката са преведени на 28 езика.
Освен като писателка Индия Найт е колумнист в „Сънди Таймс“, а също сътрудничи и в други вестници и списания. Редовно участва в предавания на британското радио и телевизия. Дъщеря ѝ страда от „синдрома на Диджордж“, за което тя написва статия в „Сънди Таймс“ за нейните специални нужди, след което стартира специален блог за децата болни от това генетично заболяване и възможностите за взаимопомощ.
Индия Найт живее със семейството си във викторианска къща в Камдън, Лондон.

## Произведения

### Самостоятелни романи
- My Life on a Plate (2000)
- Don't You Want Me? (2002)
Още си секси парче, изд.: ИК „Кръгозор“, София (2005), прев. Маргарита Спасова
- Comfort and Joy (2010)
- Mutton (2012)

### Детска литература
- The Baby (2007)

### Документалистика
- The Shops (2003)
- On Shopping (2005)
- Neris and India's Idiot-proof Diet (2007) – с Нерис Томас
- Neris and India's Idiot-Proof Diet Cookbook (2008) – с Бий Роулинсън и Нерис Томас
- The Thrift Book: Live Well and Spend Less (2008)
- In Your Prime: How to Age Disgracefully (2014)